# Mary Kay Letourneau
Mary Kay Fualaau (født 30. januar 1962 som Mary Katherine Schmitz, død 6. juli 2020), bedst kendt under navnet Mary Kay Letourneau, var en skolelærer, der blev kendt for at have et seksuelt forhold, og fået to børn med, en af sine mindreårige elever. Hun blev dømt for seksuelt misbrug af børn og afsonede syv år i fængsel.

## Baggrund
Mary Kays far var John G. Schmitz, medlem af Repræsentanternes Hus fra Orange County, Californien og professor ved Santa Ana College. Han blev betragtet som et af de mere konservative medlemmer af Repræsentanternes Hus og forsøgte at blive præsident i USA i 1972. Hendes mor Mary var hjemmegående husmor og anti-feministisk aktivist. Mary Kay var et af John og Marys syv børn, og hun havde to halvsøskende fra sin fars livslange affære med sin elskerinde. En af hendes brødre var rådgiver for administrationen i Det Hvide Hus under George H.W. Bush. En anden, Joseph E. Schmitz, blev udnævnt til Forsvarsministeriets ombudsmand af George W. Bush. Mary Kay Schmitz blev gift med Steve Letourneau den 30. juni 1984. Parret fik to døtre og to sønner sammen. 

## Lærer-elev-affæren
Letourneau mødte Vili Fualaau (født 26. juni 1983) første gang, da han var elev i en 2. klasse, som hun underviste på Shorewood Elementary School i Burien i delstaten Washington. Han var otte år gammel, og hun var 28. Hun var hans lærer igen, da han gik i 6. klasse, og hun havde et seksuelt forhold til ham i sommeren 1996, da han var 13. Hendes mand opdagede hendes forhold til Fualaau, da han læste deres kærlighedsbreve i februar 1997, og han fortalte det til nogle i sin familie. Et familiemedlem anmeldte forholdet til de lokale sociale myndigheder.

### Retssagen
Den 26. februar 1997 blev Mary Kay arresteret i Washington for seksuelt misbrug af børn. Fire måneder senere fødte hun en datter, som hendes tidligere elev var far til. Den 7. august 1997 erklærede hun sig skyldig i to tilfælde af seksuelt misbrug af børn. I første omgang blev hun idømt 6 måneders fængsel, heraf 3 måneder betinget, samt en tre års behandlingsdom. Som en del af dommen fik hun et polititilhold mod at opsøge Fualaau. Kort efter hendes løsladelse i januar 1998 blev hun pågrebet sammen med Fualaau i en bil, mens de havde sex, og blev idømt 7½ års fængsel for overtrædelse af vilkårene for prøveløsladelsen. Det viste sig, at hun i mellemtiden var blevet gravid, og hun fødte endnu en datter i fængslet.
Hun blev løsladt den 4. august 2004. 2 dage senere anmodede Fualalau om at få ophævet polititilholdet, hvorefter de giftede sig i marts 2005.